# Tippmix Budapest Grand Prix 2003
Il Tippmix Budapest Grand Prix 2003 è un torneo di tennis giocato sulla terra rossa. È stata l'8ª edizione dell'Hungarian Grand Prix, che fa parte della categoria Tier V nell'ambito del WTA Tour 2003. Si gioca a Budapest in Ungheria, dal 14 al 20 aprile 2003.

## Campioni

### Singolare
Magüi Serna ha battuto in finale  Alicia Molik con il punteggio di 3–6, 7–5, 6–4.

### Doppio
Petra Mandula /  Olena Tatarkova hanno battuto in finale  Conchita Martínez Granados /  Tetjana Perebyjnis con il punteggio di 6–3, 6–1.